# Zeche Rheinpreußen
Die Zeche Rheinpreußen ist ein ehemaliges Steinkohlenbergwerk in Moers-Westerbruch (Hochstraß) und Moers-Rheinkamp und Arealen auf Baerler und Homberger Gebiet. Sie war das erste Bergwerk, dessen Schächte auf der linken Rheinseite abgeteuft wurden und gehörte zu den großen Zechen im Ruhrgebiet. Gegründet wurde das Bergwerk von dem Industrieunternehmer Franz Haniel. Zeitweise besaß sie das Waldgebiet Baerler Busch.

## Geschichte

### Die Anfänge
1851 beantragte Franz Haniel die Konzession, um in einem Feld nach Kohle zu schürfen. 1851 unternahm er mehrere Mutungsbohrungen auf dem Areal bei Homberg und legte noch im selben Jahr die Mutung ein. Die ersten Bohrungen blieben zunächst erfolglos. Am 17. Mai des Jahres erbohrte man mit dem sechsten Bohrloch in einer Teufe von 175 Metern ein Kohlenflöz. Haniel beantragte kurz darauf beim Bergamt Düren ein Grubenfeld mit einer Größe von 167,5 km². Das Grubenfeld war damit um ein Vielfaches größer als das Grubenfeld der anderen Zechen auf der rechten Rheinseite. Haniel begründete die Größe mit den Schwierigkeiten, die er bei den Teufarbeiten erwarte, und mit den geringeren zu erwartenden Lagerstättenvorräten auf der linken Rheinseite. Das Bergamt bewilligte jedoch nur ein deutlich kleineres Grubenfeld als beantragt. Das Feld, das die Bergbehörde bewilligte, hatte eine Größe von 93,5 km². Nach preußischem Bergrecht hätte auch ein Feld dieser enormen Größe nicht verliehen werden können. Das Bergamt stützte seine Begründung bei der Verleihung des sehr großen Grubenfeldes auf den Code Napoléon. Noch 1857 wurde das Feld Rheinpreussen an Franz Haniel verliehen. Dadurch war nun die Grundlage für den Bergbau auf der linken Rheinseite gelegt. Unmittelbar nach der Verleihung beauftragte Franz Haniel mit der Planung und Durchführung der Arbeiten seinen ältesten Sohn Hugo. 1857 begannen die Abteufarbeiten für Schacht 1 im Senkschachtverfahren. Dieser wurde auf einem Gutshof, der zum Familienbesitz der Familie Haniel gehörte, in der Nähe des Rheins angesetzt. Das Teufgerüst wurde aus Holz errichtet. Der Schacht erhielt eine Zwillings-Dampffördermaschine, die als Seilträger eine Bobine hatte. Die örtlichen Gebirgsverhältnisse mit Deckschichten aus Schwimmsand und wechselnden Sand-, Kies- und Tonschichten mit großen Wasserzuflüssen brachten für die Teufarbeiten erhebliche Schwierigkeiten mit sich.
Den Bau der Tagesanlagen beantragte Hugo Haniel noch im November desselben Jahres. Die ersten Tagesanlagen wurden bereits 1858 errichtet. So entstanden zunächst ein Werkstatttrakt mit Gießerei und ein Kesselhaus für acht Kessel. Der Schornstein für das Kesselhaus wurde im darauffolgenden Jahr errichtet und ersetzte den provisorischen Kamin aus Stahlblech. Bereits nach vier Jahren kam es 1861 im Schacht bei einer Teufe von 94 Metern zu einem Schwimmsandeinbruch auf der Schachtsohle, durch den die Tübbingsäule zerdrückt wurde. Der Schwimmsand stieg über 17 Meter im Schacht auf. Um die Schwierigkeiten bei den Teufarbeiten besser beherrschen zu können, wurde 1863 der Obersteiger Heinrich Hochstrate zum technischen Leiter des Unternehmens berufen. 1866 wurde neben Schacht 1 mit den Teufarbeiten für den Schacht 2 begonnen. 1868 starb Franz Haniel, danach wurde der Bergwerksbesitz der Familie vom Ruhrorter Stammgeschäft abgetrennt. Im selben Jahr wurde die Gewerkschaft Rheinpreußen gegründet, die sich ausschließlich im Besitz der Familie Haniel befand und aus tausend Kuxen bestand. Die Gewerkenversammlung wählte Hugo Haniel zum Vorsitzenden des ersten Grubenvorstandes der Gewerkschaft Rheinpreußen, weitere Mitglieder waren seine Brüder Friedrich Wilhelm und Julius. 1870 kam es im Schacht 1 zu einem Bruch. 1871 stand der Schacht 1 im Wasser, im Schacht 2 gab es Probleme mit Schwimmsand. Im Jahr darauf erreichte der Schacht 2 bei einer Teufe von 128 Metern das Karbon. 1875 wurde im Schacht 2 bei einer Teufe von 246 Metern die 1. Sohle und bei einer Teufe von 310 Metern die 2. Sohle angesetzt. 1876 wurde eine Gezäheschmiede gebaut. Im Dezember desselben Jahres wurde ein Malakowturm über Schacht 2 erstellt und die dazugehörenden Maschinenhäuser fertig gebaut. Im Anschluss daran wurde die erste Wasserhaltungsmaschine in Betrieb genommen, noch im selben Monat wurde mit der Förderung im Schacht 2 begonnen.

### Die ersten Betriebsjahre
1877 erreichte der Schacht 1 bei einer Teufe von 132 Metern das Karbon. Durch die Schwierigkeiten bei den Teufarbeiten waren bis zu diesem Zeitpunkt insgesamt sieben ineinandergeschobene Tübbing-Senkschächte erforderlich geworden. Auch über Tage ging der Ausbau der übrigen Tagesanlagen weiter voran. 1878 wurde mit dem Bau der Kohlenwäsche und der Kokerei begonnen. Die Kokerei wurde zunächst ohne Nebengewinnungsanlagen gebaut. Es wurde mit dem Bau des  Malakowturmes über Schacht 1 und den dazu gehörenden Maschinenhäusern begonnen. Die zweite Wasserhaltungsmaschine, in Form der Woolf’sche Wasserhaltungsmaschine mit einer Leistung von 1000 PS, ging 1880 in Betrieb. Im Jahr darauf wurde die Kokerei in Betrieb genommen und es wurde mit dem Bau eines gemauerten Viaduktes bis zum Rhein mit Rheinhafen begonnen. Ferner wurde die Kohlenwäsche in Betrieb genommen. 1880 erfolgte die Fertigstellung des Maschinenturms, der Maschinenhäuser und der übertägige Lade- und Transportbrücke. Im Schacht 1 wurde bei einer Teufe von 380 Metern eine Teilsohle und bei einer Teufe von 450 Metern die 3. Sohle angesetzt. Das Viadukt zum Rhein wurde im Folgejahr fertiggestellt. 1883 wurde im Schacht 1 bei einer Teufe von 485 Metern die 4. Sohle angesetzt und ein Jahr später wurde die Förderung aufgenommen. Im Schacht wurden vieretagige Förderkörbe verwendet, die auf jeder Etage einen Förderwagen aufnehmen konnten. Die Ausrichtung der 4. Sohle erfolgte 1886 und Schacht 1 erhielt eine dampfgetriebene Zwillingsfördermaschine mit einer Leistung von 400 PS. Die Spiraltrommel hatte einen Durchmesser von sechs bis acht Metern.
Die Förderung der Zeche Rheinpreußen war nach Inbetriebnahme des Schachtes 1 recht gut. In den Folgejahren hatte man mit beiden Schächten recht schnell die Effektivität einer guten Einzelschachtanlage erreicht. 1889 wurden die Teufarbeiten an Schacht 2 wieder aufgenommen und der Schacht wurde tiefer geteuft. Am 26. September kam es zu einer Schlagwetterexplosion bei der fünf Bergleute getötet wurden. Auch fördertechnisch verlief es nicht wie erwartet, das Bergwerk konnte bei weitem nicht an die Förderleistung der Zeche Zollverein heranreichen. Ein weiterer Ausbau mit neuen Schächten  war dringend erforderlich geworden. 1891 wurde mit den Teufarbeiten für den Schacht 3 begonnen, dieser wurde 1100 Meter westlich von Betriebsteil 1/2 in der Homberg-Heide angesetzt und war auch für die Unterstützung der Wasserhaltung für das Baufeld 1/2 geplant. Im darauffolgenden Jahr wurde der Schacht 2 mit der 3. Sohle durchschlägig. Am 15. Dezember des Jahres 1893 verstarb der Vorsitzende des Grubenvorstandes Hugo Haniel. Zu seinem Nachfolger wurde sein Sohn Franz Haniel junior gewählt. 1894 erreichte der Schacht 3 bei einer Teufe von 103 Metern das Karbon. 1897 wurde im Schacht 3 bei einer Teufe von 220 Metern (−186 m NN) die Wettersohle angesetzt. Noch im selben Jahr wurde bei einer Teufe von 300 Metern (−266 m NN) die 1. Sohle angesetzt und später bei einer Teufe von 375 Metern (−341 m NN) eine Teilsohle angesetzt. Außerdem wurde ein Durchschlag mit der vom Baufeld 1/2 aufgefahrenen 2. Sohle erstellt. 1898 wurde im Schacht 3 mit der Förderung begonnen. Die dort geförderten Kohlen wurden über Tage über eine Transportbrücke zur Wäsche des Betriebsteils 1/2 transportiert und dort aufbereitet. 1899 wurde auf dem Betriebsteil 1/2 bei einer Teufe von 300 Metern eine Teilsohle angesetzt.

### Der weitere Ausbau der Schachtanlage
Im Jahr 1900 wurde mit den Teufarbeiten für die Schächte 4 und 5begonnen. Der Schacht 4 wurde in Moers-Hochstraß und Schacht 5 wurde in Moers-Utfort abgeteuft, wobei zum ersten Mal ein Stoßbohrer eingesetzt wurde. Die beiden Schächte 4 und 5 wurden als separate Schachtanlagen aufgebaut. 1902 wurde auf dem Betriebsteil Schacht 3 über einen Blindschacht bei einer Teufe von (−491 m NN) die 525 Metersohle aufgefahren. Schacht 4 erreichte bei einer Teufe von 93 Metern das Karbon. 1903 wurde das Grubenfeld geteilt und die Gewerkschaft Rheinland gegründet.  Das abgetrennte Feld Rheinland hatte eine Fläche von 51,4 km². Die restliche Berechtsame umfasste nun eine Fläche von 42,4 km². Die Kuxe dieser neu gegründeten Gewerkschaft verblieben im Besitz von Rheinpreußen. 1904 erreichte der Schacht 5 bei einer Teufe von 155 Metern das Karbon. und bei einer Teufe von 201 Metern die 1. Sohle und bei 235 Metern eine Zwischensohle angesetzt. Außerdem wurde im Schacht 4 die 300 Metersohle aufgefahren und hier die Förderung aufgenommen. Der Schacht hatte eine Förderkapazität von 2000 Tonnen pro Tag. Die Gewerkschaft Rheinpreußen trat dem Rheinisch-Westfälischen Kohlen-Syndikat bei. 1905 wurde mit der 525 Metersohle (mS) der Schacht 2 und auf der 450 Metersohle der Schacht 4 unterfahren. Im Schacht 5 wurde die 230 Metersohle und die 285 Metersohle angesetzt und die Förderung aufgenommen. Dieser Schacht hatte auch eine Förderkapazität von 2000 Tonnen pro Tag. Auf der 220 Metersohle wurde zwischen den Schächten 4 und 5 ein Durchschlag aufgefahren. Unter Tage wurde 1905 für die Förderung die erste Schüttelrutsche eingesetzt. Über Tage wurde in Homberg mit dem Bau einer eigenen Hafenanlage begonnen. Auf dem Betriebsteil Schacht 4 wurde eine Kokerei in Betrieb genommen. 1906 wurde auf der 525 Metersohle ein Durchschlag zwischen den Baufeldern 1/2 und 3 erstellt. Am 28. Januar des Jahres 1907 wurden auf dem Bergwerk sieben Bergleute bei einem Grubenunglück getötet. Im selben Jahr wurde der Schacht 3 bis zur 525 Metersohle tiefer geteuft. Außerdem wurden die Schächte 3 und 4 zu Wetterschächten umgebaut. Auf dem Betriebsteil von Schacht 5 wurde eine Kokerei in Betrieb genommen. 1910 beteiligte sich die Gewerkschaft Rheinpreußen an der Rheinisch-Westfälischen Elektrizitätswerk AG. Die Berechtsame umfasste zu der Zeit eine Fläche von 42 km².
1911 wurde das Waldgebiet Baerler Busch erworben. Die Kaue an Schacht 2 wurde erweitert und es wurde mit dem Ausbau der Werkstatt und dem Umbau der Kokerei begonnen. Der Schacht 2 wurde ab der 3. Sohle tiefer weiter abgeteuft. In den Jahren 1911–1912 wurde in den Malakow-Turm der Zeche Rheinpreußen 2 ein Strebengerüst eingezogen. Der Schacht 2 bis zur 525 Metersohle weiter abgeteuft und die Förderung im Schacht 1 wurde eingestellt. 1913 wurde die Förderung im Schacht 3 auch zurückgenommen und es wurden über diesen Schacht zunächst nur noch Magerkohlen gefördert. Im darauffolgenden Jahr wurde der Schacht 3 stillgelegt. Das Baufeld von Schacht 3 wurde zum Baufeld 1/2 zugefügt. und der Schacht wurde vom Betriebsteil Rheinpreußen 4 als Wetterschacht genutzt. 1919 wurden im Feld Rheinland mit den Vorbereitungsarbeiten für die Schächte 6 und 7 begonnen. Im selben Jahr wurde der Schacht 2 mit der 4. Sohle durchschlägig. Die Zeche Rheinpreußen war zu diesem Zeitpunkt die größte Zeche im Ruhrrevier. 1920 wurde im Schacht 4 bei einer Teufe von 220 Metern und bei einer Teufe von 285 Metern jeweils eine Zwischensohle aufgefahren und im Schacht 5 bei einer Teufe von 360 Metern eine Zwischensohle angesetzt. Im Schacht 4 wurden die Teufarbeiten ab der 300 Metersohle tiefer aufgenommen. 1922 begann die Gewerkschaft Rheinpreußen in den nördlichen Rheinlandfeldern in Moers-Repelen mit dem Abteufen des Schachtes 6. 1923 wurde im Baufeld von Schacht 4 über einen Blindschacht bei einer Teufe von 360 Metern, 400 Metern und 450 Metern jeweils eine Zwischensohle angesetzt. Im selben Jahr wurden die Teufarbeiten an Schacht 6 vorläufig eingestellt. 1924 wurde im Baufeld von Schacht 5 die 450 Metersohle zur Hauptfördersohle. 1925 wurde auf Rheinpreußen 1/2 aus Rationalitätsgründen die Förderung eingestellt. Die Schächte blieben offen und wurden als Außenanlage für die Bewetterung von Rheinpreußen 4 weiter betrieben. Noch im selben Jahr wurden die Teufarbeiten an Schacht 6 wieder aufgenommen. Außerdem wurde in diesem Jahr die Berechtsame geteilt und die Felder Rheinland, Rheinland I und Rheinland II gebildet. Am 1. Juli des Jahres 1926 wurden die Felder Rheinland, Rheinland I und Rheinland II mit Schacht 6 abgetrennt. Für jedes der Felder wurde eine tausendteilige Gewerkschaft gegründet, deren Kuxe im Besitz der Familie Haniel blieben. Die abgetrennten Felder wurden mit weiteren Berechtsamen zur Zeche Rheinland. Im selben Jahr beteiligte sich die Gewerkschaft Rheinpreußen an der Ruhrgas AG.

### Die weiteren Jahre

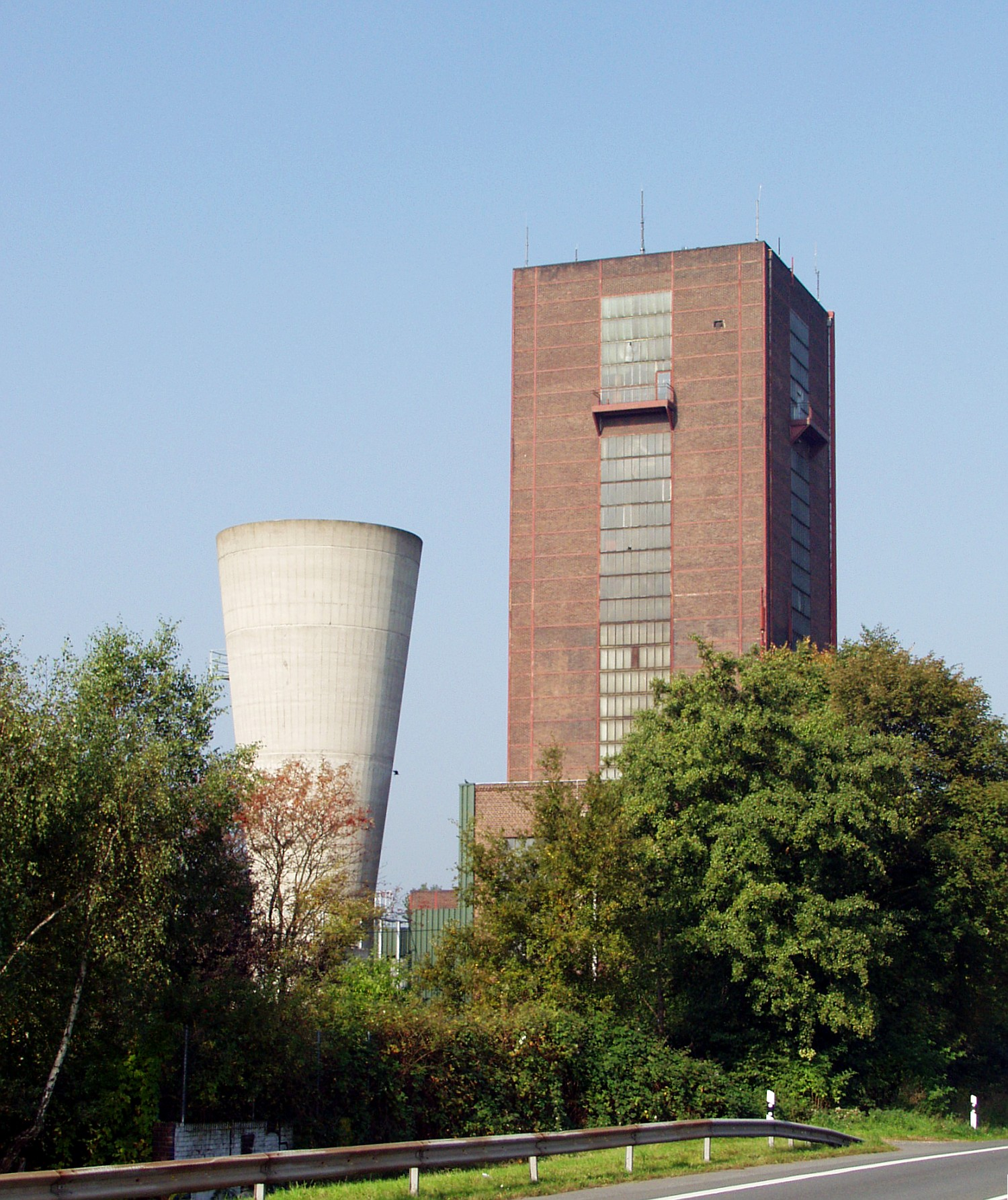
Förderturm von Schacht 8 („Gerdt“) in Duisburg-Baerl

1927 wurde ein Durchschlag zwischen Schacht 5 und Rheinland I erstellt. Die beiden Schächte 6 und 7 wurden ab diesem Jahr als Pattbergschächte bezeichnet. Ab demselben Jahr beteiligte sich die Gewerkschaft Rheinpreußen an der Ruhrchemie AG. Am 1. November des Jahres 1928 wurde die Kokerei auf Rheinpreußen 1/2 stillgelegt. In den Jahren 1930 bis 1935 wurden jährlich im Schnitt 50 Feierschichten verfahren. 1931 wurden für die Förderung in den Streben Gurtbänder eingesetzt. Diese wurden auch mit Schüttelrutschen kombiniert. In diesem Jahr wurde über die 450 Metersohle von Schacht 4 mit der Ausrichtung des Ostfeldes begonnen. Am 15. Oktober desselben Jahres wurde die Kokerei an Schacht 4 stillgelegt. 1933 übernahm der Vorstand der Gewerkschaft Rheinpreußen auch die Leitung der Gewerkschaft Neumühl. Im selben Jahr wurde auf Rheinpreußen die erste Versatzschleuder im Ruhrrevier in Betrieb genommen. Im Sommer des Jahres 1935 beschloss die Gewerkschaft Rheinpreußen, die Erzeugung von Treibstoff aus Kohle nach dem Fischer-Tropsch-Verfahren durchzuführen. Als Standort für das Treibstoffwerk Rheinpreußen war zunächst das Gelände an den Pattbergschächten vorgesehen. Dieser Plan wurde nicht durchgeführt und stattdessen wurde die Anlage auf dem Gelände von Schacht 5 errichtet. Im Jahr darauf wurde mit der Treibstofferzeugung begonnen. Die Anlage produzierte nicht nur Treibstoff, sondern auch Zwischenprodukte, die kombiniert mit den Nebenprodukten der Kokerei zur Schmierölproduktion verwendet wurden. 1937 wurde mit dem Abbau im Ostfeld begonnen. Ein Jahr später wurde an Schacht 5 über einen Blindschacht mit der Ausrichtung der 550 Metersohle begonnen. 1939 wurde auf der Zeche Rheinpreußen zum ersten Mal eine Walzenschrämmaschine zur Kohlengewinnung eingesetzt. Die Maschine war eine Gemeinschaftsentwicklung des Bergwerks mit der Firma Eickhoff. Aus diesem Prototyp wurde in der Nachfolgezeit der sogenannte Eiserne Bergmann entwickelt und später auch eingesetzt. 1943 wurde mit den Teufarbeiten für den Schacht 8 („Gerdt“) begonnen. Der Schacht wurde unmittelbar neben der Haus-Knipp-Eisenbahnbrücke angesetzt. Der Schacht war geplant als Wetterschacht für das Bergwerk. 1944 wurde auf dem Bergwerk zum ersten Mal ein Panzerförderer eingesetzt.

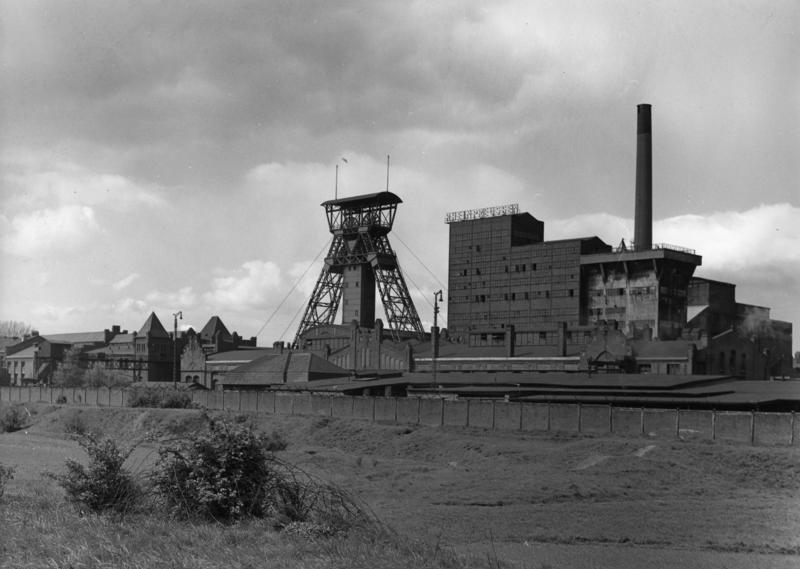
Zeche Rheinpreußen IV (1959)

1945 wurde die Kokerei an Schacht 5 durch Kriegseinwirkungen stark beschädigt. An Schacht 4 wurde die Kokerei bis zum Ende des Zweiten Weltkrieges außer Betrieb genommen. Gegen Ende desselben Jahres waren die Teufarbeiten an Schacht 8 beendet. Noch im selben Jahr wurde der Schacht 8 in Betrieb genommen. Nach Ende des Zweiten Weltkrieges wurde die Kokerei an den Pattbergschächten ausgebaut. Zum Ende des Jahres 1946 wurde die Kokerei an Schacht 4 wieder in Betrieb genommen. 1951 wurde die Gewerkschaft Rheinpreußen in die Rheinpreußen AG für Bergbau und Chemie umgewandelt. 1952 wurde der Schacht 4 bis zur 600 Metersohle tiefer geteuft. An Schacht 5 wurde die 600 Metersohle ausgerichtet. An Schacht 5 wurde mit dem Bau eines Hochdruckkraftwerkes begonnen. Im Dezember desselben Jahres drohten die Bergleute über ihre Gewerkschaftsführung mit einem Streik. Hintergrund war die Verkürzung der täglichen und der wöchentlichen Arbeitszeit bei vollem Lohnausgleich. Diese Unruhen auf den Bergwerken beschäftigte die maßgeblichen Politiker in der Regierung Adenauer. Nachdem der Bundesarbeitsminister Anton Storch auf der Zeche Rheinpreußen angefahren war, wurde der Arbeitskampf zunächst einmal bis Weihnachten ausgesetzt. Im Jahr darauf wurde Schacht 2 aufgegeben und die Kokerei an Schacht 5 stillgelegt. Ein Feldesteil wurde an die Zeche Diergardt verpachtet. Im selben Jahr wurde das Hochdruckkraftwerk an Schacht 5 in Betrieb genommen. Von Schacht 5 wurde eine Ferndampfleitung bis nach Schacht 4 verlegt. 1955 wurde im Schacht 5 die 650 Metersohle angesetzt. Auf den Pattbergschächten wurde im selben Jahr die erste vollautomatische Fördermaschine installiert. Der Schacht 8 wurde zum Seilfahrtschacht ausgebaut. 1956 wurde der Schacht 8 an die 450 Metersohle und die 550 Metersohle angeschlossen. Im selben Jahr wurde mit dem Bau eines weiteren Zechenkraftwerkes begonnen. Das Kraftwerk war für eine Leistung von 100 Megawatt vorgesehen. Außerdem wurden in diesem Jahr die Zeche Pattberg übernommen und der Wetterschacht Pattberg 2 tiefer geteuft. Des Weiteren kam in diesem Jahr das Unternehmen zu dem Entschluss, auf dem Betriebsteil von Schacht 5 einen Zentralschacht abzuteufen. Dieser Zentralschacht sollte die komplette Förderung aus den Feldern der Schächte 4 und 5 übernehmen. Zusätzlich sollte über den Zentralschacht das Feld Rheinland II erschlossen werden. Ab dem Jahr 1957 wurde der Schacht 8 für die Materialförderung und die Seilfahrt genutzt. Im selben Jahr wurde im Schacht Pattberg 2 bei einer Teufe von 650 Metern die 3. Sohle angesetzt. 1958 wurde mit den Teufarbeiten für den Zentralförderschacht 9 begonnen. Der Schacht wurde neben Schacht 5 angesetzt. Die Berechtsame umfasste zu diesem Zeitpunkt eine Fläche von 90 km². 1959 wurde der Schacht 9 mit der 1. Sohle durchschlägig und es wurde ein Durchschlag mit Schacht 5 erstellt. Im selben Jahr verkaufte die Familie Haniel ihre Anteile an der Deutschen Erdöl-AG.

### Die letzten Jahre
1960 wurde im Zentralförderschacht die 650 Metersohle angesetzt und Schacht 1 abgeworfen und verfüllt. Das Bergwerk wurde in diesem Jahr von der Deutschen Erdöl AG übernommen.

Im Jahr darauf wurde der Schacht Pattberg 2 bis zur 650 Metersohle in Förderung genommen. 

Am 1. Januar des Jahres 1962 wurde der Zentralförderschacht ab der 650 Metersohle in Förderung genommen. Der Schacht hatte einen Förderturm mit einer Höhe von 82 Metern. Die Fördermaschine war im Turm installiert und hatte eine Leistung von 8,16 Megawatt. Mit Inbetriebnahme des Zentralförderschachtes wurde die Förderung in den Schächten 4 und 6 eingestellt. Im selben Jahr wurde über Schacht 8 auf der 450 Metersohle und der 650 Metersohle das Binsheimer Feld aufgeschlossen. Außerdem wurde auf der 650 Metersohle ein Durchschlag zwischen dem Baufeld 5/9 und dem Baufeld Pattberg erstellt. 1963 wurde Schacht 4 zum Wetterschacht umgebaut und an Schacht 5 die Förderung eingestellt. Auf den Betriebsteilen Rheinpreußen 1/2 und Rheinpreußen 3 wurden die noch vorhandenen Tagesanlagen stillgelegt. 1964 wurde der Schacht 3 abgeworfen und verfüllt. Schacht Pattberg 1 wurde tiefer geteuft und bis zur 650 Metersohle in Betrieb genommen. Die Baufelder von Schacht 4 und Schacht 5 wurden stillgelegt. Die Berechtsame umfasste nun noch eine Fläche von 89,8 km². Im Jahr darauf wurde auf der 450 Metersohle ein Durchschlag zwischen den Baufeldern Rheinpreußen 5/9 und Pattberg erstellt. Die 650 Metersohle wurde zur Hauptfördersohle, und 1966 wurde auf dem Baufeld Pattberg mit der Förderung auf dieser Sohle begonnen.  1968 wurde die Ruhrkohle AG gegründet und die Zeche Rheinpreußen in diese eingegliedert. Das Bergwerk wurde der „Bergbau AG Niederrhein“ angegliedert. Im selben Jahr wurden im Baufeld 5/9 ab der 650 Metersohle mehrere Blindschächte geteuft. Am 1. Januar 1970 wurde das Baufeld Pattberg abgetrennt, um mit dem bereits früher abgetrennten Feld Rheinland das Bergwerk Pattberg/Rossenray zu bilden. Übrig blieben noch die Betriebsteile und Anlagen 4, 8 und 5/9. 1971 wurde die Zeche Rheinpreußen mit der Zeche Pattberg/Rossenray zum Verbundbergwerk Rheinland zusammengeschlossen.

## Förderung und Belegschaft
Die ersten Belegschaftszahlen des Bergwerks stammen aus dem Jahr 1857, in diesem Jahr waren 81 Mitarbeiter auf dem Bergwerk beschäftigt. Die ersten Förderzahlen des Bergwerks stammen aus dem Jahr 1875, in diesem Jahr wurden mit 183 Beschäftigten 85 Tonnen Steinkohle gefördert. 1880 wurde mit 711 Beschäftigten eine Förderung von 135.685 Tonnen Steinkohle erbracht. 1890 stieg die Förderung an auf rund 300.000 Tonnen Steinkohle. 1895 lag die Belegschaftsstärke bei 1545 Beschäftigten, die Förderung betrug 344.359 Tonnen Steinkohle. 1900 stieg die Förderung auf 717.117 Tonnen Steinkohle, die Belegschaftsstärke lag bei 2786 Beschäftigten. 1905 überschritt die Förderung erstmals die Marke von einer Million Tonnen. In diesem Jahr wurde mit 6370 Beschäftigten eine Förderung 1.541.566 Tonnen Steinkohle erbracht. 1910 stieg die Förderung auf rund 2,5 Millionen Tonnen Steinkohle, die Belegschaftsstärke lag bei 9067 Beschäftigten. 1915 sank die Förderung auf 1.855.000 Tonnen Steinkohle, die Belegschaftsstärke betrug 7079 Beschäftigte. 1920 wurde mit 10.260 Beschäftigten eine Förderung von 1.910.466 Tonnen Steinkohle erbracht. 1925 wurde eine Förderung von rund zwei Millionen Tonnen Steinkohle erbracht, die Belegschaftsstärke lag bei 5550 Beschäftigten.
1930 lag die Förderung bei 1.985.633 Tonnen, die Belegschaftsstärke lag bei 6659 Beschäftigten. 1940 stieg die Förderung auf rund 2,45 Millionen Tonnen Steinkohle, die Belegschaftsstärke lag bei 5550 Beschäftigten. 1945 sank die Förderung auf unter eine Million Tonnen. In diesem Jahr wurde eine Förderung von 530.108 Tonnen Steinkohle erbracht, die Belegschaftsstärke betrug 4127 Beschäftigte. 1950 wurde eine Förderung von rund 1,97 Millionen Tonnen Steinkohle erbracht, die Belegschaftsstärke lag bei 8171 Beschäftigten. 1955 lag die Belegschaftsstärke bei 7207 Beschäftigten, die Förderung betrug 2.365.618 Tonnen Steinkohle. 1960 überschritt die Förderung erstmals die Marke von drei Millionen Tonnen. In diesem Jahr wurden mit 11.051 Beschäftigten eine Förderung von 3.746.684 Tonnen Steinkohle erbracht. 1965 wurde eine Förderung von rund 4,1 Millionen Tonnen Steinkohle erbracht, die Belegschaftsstärke lag bei 9796 Beschäftigten. Die maximale Förderung des Bergwerks wurde 1966 erbracht. In diesem Jahr wurden mit 9363 Beschäftigten eine Förderung von 4.736.519 Tonnen Steinkohle erbracht. 1970 waren noch 3085 Mitarbeiter auf dem Bergwerk beschäftigt, es wurden 1.526.923 Tonnen Steinkohle gefördert. Dies sind die letzten bekannten Förder- und Belegschaftszahlen.

## Nachnutzung und heutiger Zustand
1990 wurde das Binsheimer Feld mit dem Wetterschacht Rheinpreußen 8 („Gerdt“) an das Bergwerk Walsum abgegeben, das diesen als ausziehenden Wetterschacht und zur Energie- und Materialversorgung nutzte. Über dem Schacht steht ein Förderturm in Stahlfachwerk-Bauweise nach einem Entwurf der Architekten Fritz Schupp und Martin Kremmer. Nach der endgültigen Verfüllung der Schächte 1 und 2 in den 1950er- und 1960er-Jahren und dem Rückbau eines Großteils der Tagesanlagen im Jahr 2006 ist der Malakowturm über Schacht 1 als Industriedenkmal erhalten und wurde in jüngster Zeit restauriert. 2019 war geplant auf dem Gelände ein Geschäfts-, Kultur- und Veranstaltungszentrum zu entwickeln. Die verbliebenen Tagesanlagen von Schacht 4 wurden 1989 unter Denkmalschutz gestellt, darunter das Doppelfördergerüst und das Maschinenhaus mit einer Elektrofördermaschine aus dem Jahr 1908, die zu den ältesten des Ruhrbergbaus zählt. Seit 2000 kümmert sich der Grafschafter Museums- und Geschichtsverein um den Erhalt des Denkmals.